# 静岡県立富士宮西高等学校
静岡県立富士宮西高等学校（しずおかけんりつ ふじのみやにしこうとうがっこう）は、静岡県富士宮市淀師にある県立高等学校。富士地域では「西高」（にしこう）、県内では「宮西」（みやにし）と呼ばれる。

## 設置学科
- 普通科

## 概要
高度経済成長と第二次ベビーブームによる人口増加に伴い、高等学校への進学希望者が急増することが予想された。彼らの受け入れ先を用意する必要とともに、特に富士宮地区においては、大学への進学希望者の受け皿となるべき進学校が存在しなかったために地元住民の期待は大きく、これが同地での開校へと至る経緯となった。通学区は富士市、富士宮市、山梨県南巨摩郡となっている。

## 沿革
- 1979年12月19日 - 静岡県教育委員会の「第2次生徒急増期の高等学校整備計画」において、富士・富士宮学区に高等学校を新設することが発表される
- 1980年2月8日 - 設置場所を富士宮市淀師に決定
- 1980年12月12日 - 静岡県議会は校名を「静岡県立富士宮西高等学校」と決定する
- 1981年4月7日 - 開校
- 1982年5月13日 - 校旗・校歌制定
- 1985年6月3日 - 校訓制定

## 部活動

### 運動部
野球部は1987年春（第59回）に出場。1988年（第70回）の夏季県大会では決勝戦に進出し、浜松商業と静岡県高校野球史に残る名勝負を繰り広げたが敗れた。2005年（平成17年）の秋季県大会では優勝している。
このほか、ワンダーフォーゲル部は男女とも高校総体（インターハイ）や国体等全国大会の上位常連であり、インターハイ女子団体では、2006年（平成18年）、2009年（平成21年）、2010年（平成22年）、2014年 (平成26年) と優勝。男子団体も2009年（平成21年）、2010年（平成22年）と準優勝している。男子ソフトテニス部、弓道部などもインターハイ出場の経験がある。
- 野球部
- サッカー部
- 陸上競技部(男女)
- ワンダーフォーゲル部(男女)
- 男子ソフトテニス部
- 女子ソフトテニス部
- 男子バスケットボール部
- 女子バスケットボール部
- 男子バレーボール部
- 女子バレーボール部
- 卓球部(男女)(部員募集停止)
- 剣道部(男女)(部員募集停止)
- 弓道部(男女)
- 応援団(委員会)

### 文化部
ギター部は全国コンクール出場常連である。吹奏楽部、囲碁将棋部、書道部も有名。
- 家庭部
- 囲碁将棋部
- 写真部
- パソコン部
- 英語研究部
- 美術部
- 書道部
- 社会研究部(部員募集停止)
- 茶華道部
- 吹奏楽部
- ギター部

## 著名な卒業生
- 佐藤秀樹 （元中日ドラゴンズ投手）
- 甲斐みのり（文筆家）
- 佐野瑞樹（俳優・元ジャニーズJr.）